# Hovapeza tisiphone
Hovapeza tisiphone är en tvåvingeart som först beskrevs av Alexander 1951.  Hovapeza tisiphone ingår i släktet Hovapeza och familjen storharkrankar.
Artens utbredningsområde är Madagaskar. Inga underarter finns listade i Catalogue of Life.